# Meioneta palgongsanensis
Meioneta palgongsanensis là một loài nhện trong họ Linyphiidae.
Loài này thuộc chi Meioneta. Meioneta palgongsanensis được Kap Yong Paik miêu tả năm 1991.